# Bursă de studii
Bursa de studii este o formă de ajutor financiar acordat studenților pentru continuarea educației. În general, bursele de studii sunt acordate pe baza unui set de criterii, cum ar fi meritele academice, diversitatea și incluziunea, abilitățile sportive și nevoia financiară, experiența de cercetare sau experiența profesională specifică.
Criteriile burselor reflectă de obicei valorile și obiectivele donatorului premiului, iar, deși beneficiarii burselor nu sunt obligați să le restituie, acestea pot impune ca beneficiarul să continue să îndeplinească anumite cerințe pe durata perioadei de susținere, cum ar fi menținerea unui anumit mediu de note sau implicarea într-o anumită activitate (de exemplu, participarea într-o echipă sportivă a școlii pentru deținătorii de burse sportive).
Bursele variază și în generozitate; unele acoperă o parte din taxele de școlarizare, în timp ce altele oferă o bursă completă, acoperind toate taxele de școlarizarea, cazarea și alte cheltuieli.
Unele burse prestigioase sunt binecunoscute chiar și în afara comunității academice, cum ar fi Bursa Fulbright și Bursele Rhodes la nivelul studiilor postuniversitare.

## Burse studențești în România

### Bursă de performanță
- Începând cu anul II de studiu
- Pentru o perioadă de 12 luni consecutive, inclusiv pe perioada vacanțelor
- Pe bază de concurs, studenții trebuie să fie integraliști, cursuri de zi, și cu rezultate profesionale de excepție, sau cu rezultate de cercetare științifică, culturale, sportive sau organizatorice.

### Bursă de merit
- Pentru perioada unui semestru universitar
- Studenții trebuie să fie la cursuri de zi, licență sau masterat
- Media minimă este stabilită în funcție de profilul facultății
- Studenții trebuie să fie integraliști și școlarizați în regim de buget.

### Bursă socială
- Pentru perioada unui semestru universitar
- Studenții trebuie să fie la cursuri de zi, licență sau masterat.
- În funcție de situația materială sau de sănătate a studentului
- În limita de 10% din fondul total de burse alocat universității. La propunerea comisiilor de burse se pot aloca și către studenții școlarizați în regim de taxă.
- Pot beneficia și studenții orfani de ambii părinți sau care provin din casele de copii sau plasament familial.

### Bursă de ajutor social ocazional
- Indiferent dacă studentul mai beneficiază de o altă categorie de bursă
- Studentul se încadrează în anumite situații: are nevoie de îmbrăcăminte (de maxim două ori în decursul unui an universitar), de maternitate sau în caz de deces.

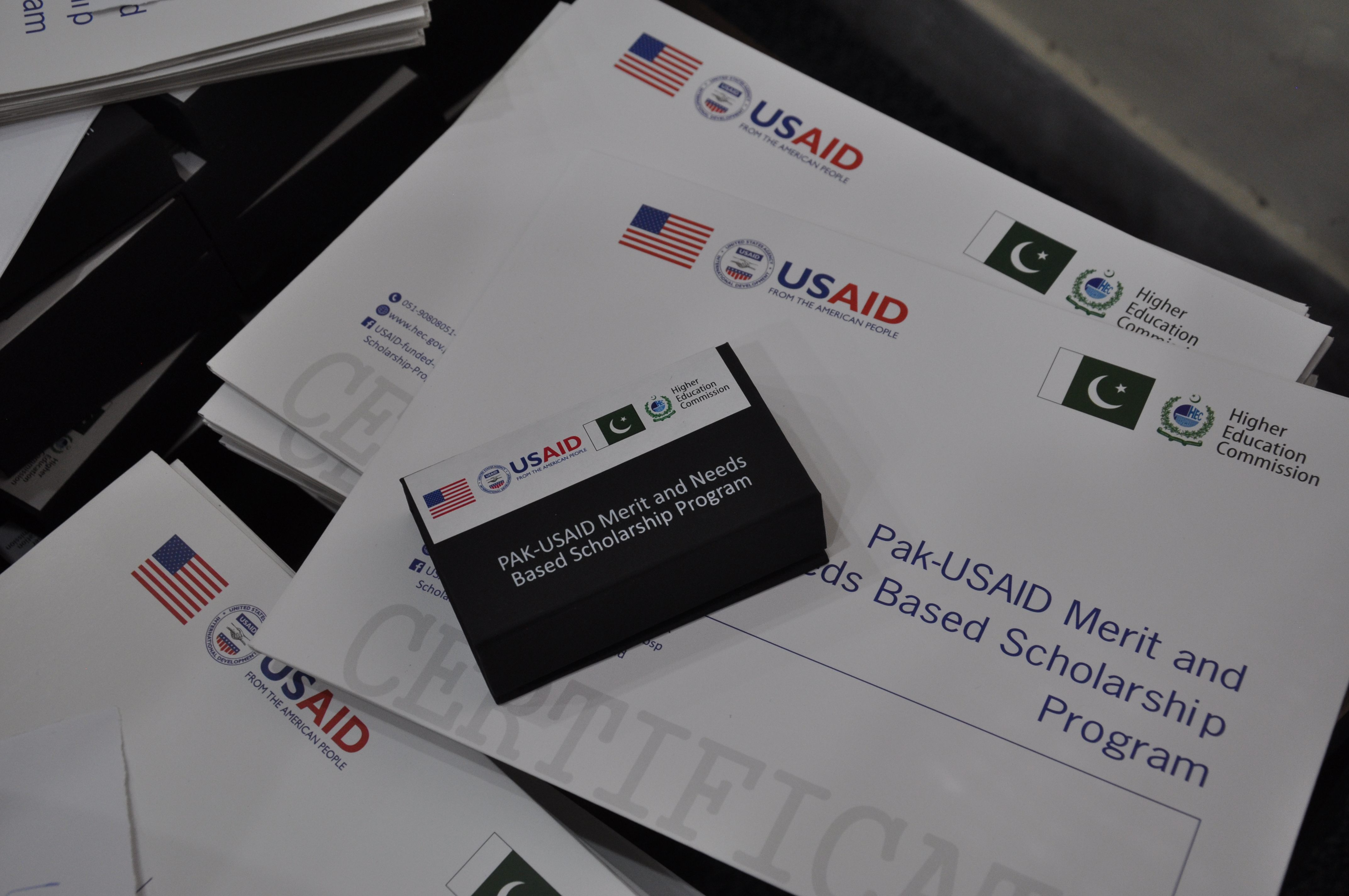
Certificate de bursă US Aid

## Tipuri de burse

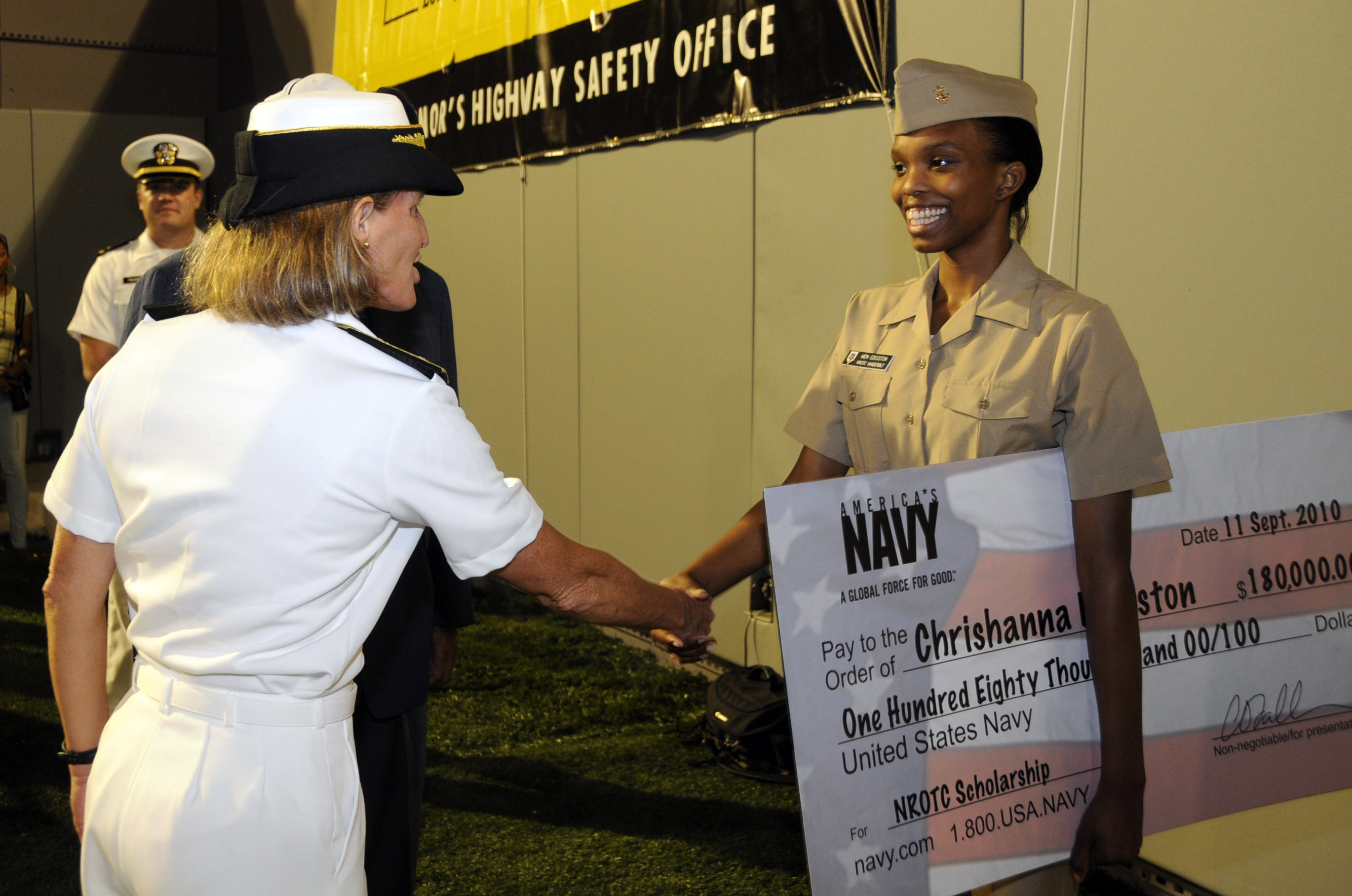
Un cec ceremonial care simbolizează bursa de 180.000 de dolari pentru pregătirea ofițerilor de rezervă a marinei.

Cele mai comune burse pot fi clasificate astfel:
- Bursă pe baza meritelor: Aceste burse sunt acordate pe baza abilităților academice, artistice, atletice sau altor abilități ale unui student.[2]
- Bursă pe baza nevoilor financiare[3]
- Burse pentru grupuri specifice de studenți: Aceste burse sunt acordate studenților care trebuie să se califice inițial pe baza unui anumit criteriu, cum ar fi sexul, rasa, religia, familia, istoricul medical sau alți factori specifici studentului.
- Burse pe domenii de carieră: Aceste burse sunt acordate de universități studenților care intenționează să urmeze un domeniu specific de studiu.[4] De obicei, aceste domenii au mare nevoie de personal.
- Burse specifice unei universități: Aceste burse sunt oferite de universități studenților cu rezultate remarcabile.[5][6]
- Burse sportive: Acestea sunt acordate ca studentul să fie disponibil să se înscrie în echipa sportivă a universității, deși în unele țări există burse finanțate de guvern pentru antrenarea reprezentanților internaționali.
- Burse de brand: Aceste burse sunt sponsorizate de companii care doresc să atragă atenția asupra mărcii lor sau asupra unei cauze. Concursul de frumusețe Miss America este un exemplu celebru de bursă de brand.
- Bursă pe bază de concurs creativ: Aceste burse sunt acordate studenților pe baza unui proiect creativ.[7]
- Bursă deschisă: O bursă disponibilă oricărui aplicant.[8]